# Aeroportul Internațional Punta Cana
Aeroportul Internațional Punta Cana (IATA: PUJ, ICAO: MDPC) este un aeroport din Punta Cana, La Altagracia Province⁠(d), Republica Dominicană ce deservește zona Punta Cana. Aeroportul a fost tranzitat în 2023 de 9.162.782 de pasageri. A fost deschis în 1978 și numit după zona deservită.
Situat la o altitudine de 12 m, aeroportul dispune de 1 pistă. Este operat de Swissport International Ltd.⁠(d).

## Infrastructură

### Piste
Aeroportul dispune de o singură pistă. Pista are orientarea 09/27.